# اسکو مالم
اسکو مالم (فنلاندی: Esko Malm؛ زادهٔ ۲۳ اوت ۱۹۴۰) بازیکن فوتبال اهل فنلاند بود.
از باشگاه‌هایی که در آن بازی کرده‌است می‌توان به باشگاه فوتبال هاکا اشاره کرد.
وی همچنین در تیم ملی فوتبال فنلاند بازی کرده‌است.